# Cuenca (Batangas)
Pour les articles homonymes, voir Cuenca.
Cuenca est une municipalité de la province de Batangas.